# Bima Sakti
Bima Sakti (Balikpapan, Indonesia; 23 de enero de 1976) es un exfutbolista y entrenador de fútbol de Indonesia que jugaba en la posición de centrocampista. Desde 2019 es el entrenador de Indonesia U17.

## Carrera

### Club
| Periodo   | Club               | Apariciones | Goles |
| --------- | ------------------ | ----------- | ----- |
| 1994−1995 | PKT Bontang        | 12          | 2     |
| 1996−1999 | Pelita Jaya        | 23          | 4     |
| 1999−2001 | PSM Makassar       | 18          | 1     |
| 2001−2004 | PSPS Pekanbaru     | 17          | 1     |
| 2004−2005 | Persiba Balikpapan | 14          | 1     |
| 2005−2012 | Persema Malang     | 72          | 6     |
| 2012−2013 | Perseba Bangkalan  | 14          | 0     |
| 2013−2014 | Mitra Kukar        | 25          | 1     |
| 2014−2015 | Gresik United      | 29          | 2     |
| 2015–2016 | Persiba Balikpapan | 16          | 1     |

### Selección nacional
Debutó con Indonesia el 4 de diciembre de 1995 a los 19 años. Jugó con la selección nacional en 58 ocasiones de 1995 a 2001 y anotó 12 goles, y participó en dos ediciones de la Copa Asiática.

### Entrenador
| Periodo | Club           |
| ------- | -------------- |
| 2018    | Indonesia      |
| 2019    | Indonesia U-19 |
| 2019–   | Indonesia U-16 |

## Logros

### Jugador
PSM Makassar
- Liga Indonesia: 1999-2000

Perseba Bangkalan
- Tercera Liga Indonesia: 2013

### Entrenador
- AFF U-16 Youth Championship: 2022